# تراغن
تراغن (به عربی: تراغن) یک منطقهٔ مسکونی در لیبی است که در استان مرزق واقع شده‌است.